# 謝子涵
謝子涵（1991年10月29日—），民主進步黨黨員，生於臺中市東勢區，現任行政院副發言人，曾任行政院代理發言人、國會創新政策幕僚、民進黨發言人、民進黨青年發展部副主任。
2023年7月，獲民進黨徵召參選臺中市第三選舉區立法委員，未能當選。
2024年5月，出任卓榮泰內閣的行政院副發言人。

## 政治生涯
2022年，謝子涵開始在民主進步黨擔任發言人；2023年2月擔任民進黨中央黨部青年發展部副主任；同年7月接受民進黨「民主大聯盟」徵召參選臺中市第三選舉區立法委員，敗給時任中國國民黨籍立委楊瓊瓔。
2024年5月20日，出任行政院副發言人；同年8月29日，行政院院長卓榮泰宣布時任行政院發言人陳世凱將轉任交通部部長，發言人職缺由謝子涵代理至新任發言人李慧芝就任為止。

## 選舉紀錄
| 年度 | 選舉屆數             | 選舉區           | 所屬政黨   | 得票數 | 得票率 | 當選標記 | 備註 |
| ---- | -------------------- | ---------------- | ---------- | ------ | ------ | -------- | ---- |
| 2024 | 第十一屆立法委員選舉 | 臺中市第三選舉區 | 民主進步黨 | 80,128 | 42.00% |          |      |

## 著作
- 《抓住風一樣的人：政藝少女的日本地方創生官僚見習 （页面存档备份，存于）》（新北：斑馬線文庫有限公司，2020）

## 外部連結
- 謝子涵 （页面存档备份，存于）在Facebook的專頁
- 謝子涵 （页面存档备份，存于）在Instagram的專頁
- 謝子涵 （页面存档备份，存于）在《關鍵評論網》的專欄文章
- 謝子涵／政藝少女台日乾杯在《換日線 Crossing》的專欄文章

| 中華民國政府職務 | 中華民國政府職務                              | 中華民國政府職務 |
| ---------------- | --------------------------------------------- | ---------------- |
| 行政院           |                                               |                  |
| 前任： 陳世凱    | 行政院發言人 代理 2024年9月2日－2024年9月12日 | 繼任： 李慧芝    |